# Pitnus striatus
Pitnus striatus is een keversoort uit de familie van de klopkevers (Ptinidae). De wetenschappelijke naam van de soort werd in 1992 gepubliceerd door Xavier Bellés.